# G.O.A.T. (album LL Cool J-a)
G.O.A.T. Featuring James T. Smith The Greatest Of All Time – ósmy studyjny album amerykańskiego rapera LL Cool J. Został wydany 5 września, 2000 roku. Zadebiutował na 1. miejscu notowania Billboard 200.

## Lista utworów
1. "Intro"
2. "Imagine That" (featuring LeShaun) (Produced by Rockwilder)
3. "Back Where I Belong" (featuring Ja Rule) (Produced by Vada Nobles)
4. "LL Cool J" (featuring Kandice Love) (Produced by DJ Scratch)
5. "Take It Off" (Produced by Adam F)
6. "Skit"
7. "Forgetaboutit" (featuring DMX, Redman & Method Man) (Produced by Trackmasters)
8. "Farmers" (featuring Tikki Diamondz)
9. "This Is Us" (featuring Carl Thomas) (Produced by Vada Nobles)
10. "Can't Think" (Produced by Ty Fyffe)
11. "Hello" (featuring Amil) (Produced by DJ Scratch)
12. "You and Me" (featuring Kelly Price) (Produced by DJ Scratch)
13. "Homicide" (Produced by DJ Scratch)
14. "U Can't Fuck With Me" (featuring Snoop Dogg, Xzibit & Jayo Felony) (Produced by DJ Scratch)
15. "Queens Is" (featuring Prodigy) (Produced by Havoc)
16. "The G.O.A.T." (Produced by Adam F)
17. "Ill Bomb" (Bonus) (featuring Funkmaster Flex & Big Kap) (Produced by DJ Scratch)
18. "M.I.S.S. I" (featuring Case) (Bonus) (Produced by III Am)